# Complexe multisports de Japoma
Le complexe multisports de Japoma est un complexe sportif avec stade de football, inauguré en 2019 et situé à Douala au Cameroun.

## Situation
Il se trouve au nord de la route nationale 3 (axe Douala-Edéa) dans le quartier périphérique de Japoma, à environ 20 kilomètres du centre urbain, Rond-point Deido, et 15 km à l'est de l'Aéroport international de Douala.

## Histoire
Le Complexe multisports de Japoma, dans la banlieue de Douala, est construit par le groupe turque Yenigûn Construction industry, pour un montant total de 200 milliards de francs CFA, en vue de la CAN 2019.

### Financement
Le 2 novembre, le Vice-President  d'Eximbank-Turk, Alaaddin Metin, et Louis Paul Motazé, ont signé un accord de financement d'environ 116 milliard de FCFA.
Avec 140 milliards d'investissement total, 24 milliards proviendront de la partie camerounaise financée par un prêt de la banque gabonaise BGFI.

## Le complexe

### Caractéristiques
- Capacité de 50 000 places[2]
- L’édifice est construit de manière que les spectateurs n’aient pas de contacts non prévus avec les athlètes. Chaque groupe peut agir dans sa zone sans interférer l’activité de l’autre.

### Équipements et infrastructures
Le groupe turque Yenigûn Construction industry a commencé le chantier en juin 2016 et devrait le livrer en 2019.
- Pelouse en gazon naturel
- Piste d’athlétisme
- Parkings
- Deux stades annexes d'entrainement couverts et avec 2 000 places[2],[3]
- Piscine olympique avec 8 couloirs et une capacité de 1 000 places[3]

## Événements

### Rencontres de football
- Le 16 novembre 2021, le Cameroun se qualifie pour les barrages de la coupe du monde 2022 au Qatar et élimine la Côte d'Ivoire après un match perdu à l'aller.

Rencontres Côte d'Ivoire - Sierra Leone et Cameroun - Comores (CAN TotalEnergies 2021), Vue extérieure.
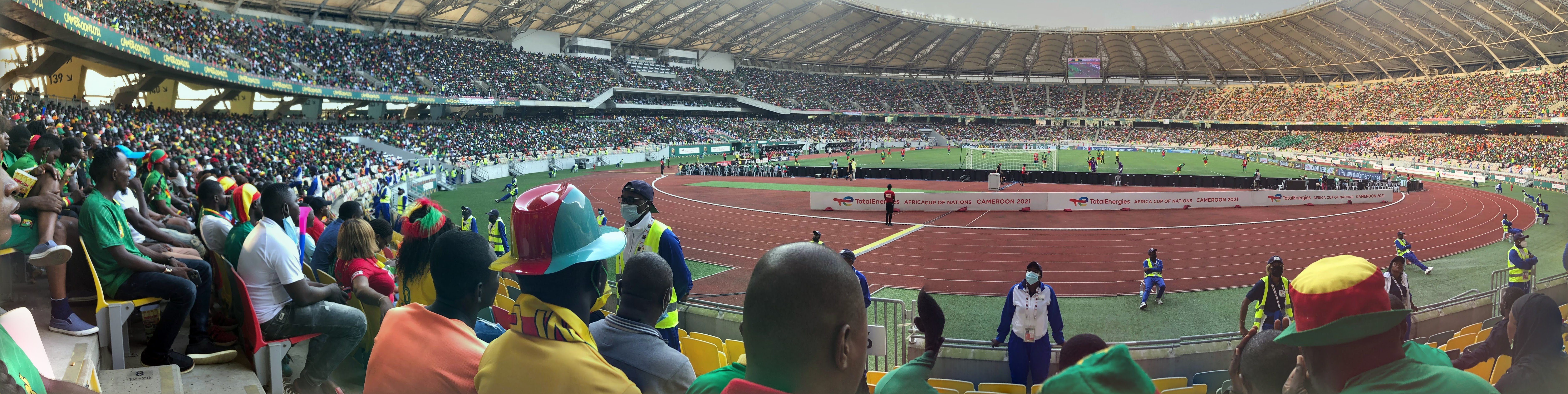
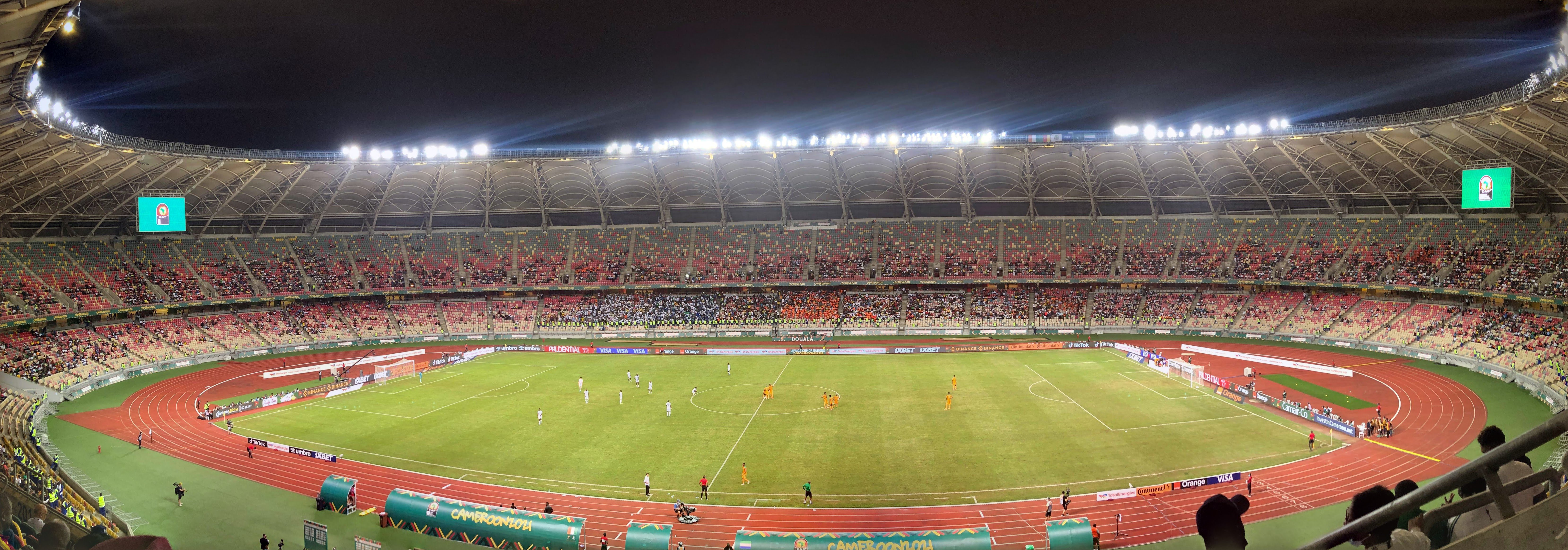